# 1189 (szám)
Az 1189 (római számmal: MCLXXXIX) az 1188 és 1190 között található természetes szám.

## A szám a matematikában
A tízes számrendszerbeli 1189-es a kettes számrendszerben 10010100101, a nyolcas számrendszerben 2245, a tizenhatos számrendszerben 4A5 alakban írható fel.
Az 1189 páratlan szám, összetett szám, félprím. Kanonikus alakja 291 · 411, normálalakban az 1,189 · 103 szorzattal írható fel. Négy osztója van a természetes számok halmazán, ezek növekvő sorrendben: 1, 29, 41 és 1189.
Az 1189 negyvenöt szám valódiosztó-összegeként áll elő, ezek közül legkisebb a 3995.

## Csillagászat
- 1189 Terentia kisbolygó